# Liste der Nummer-eins-R&B-Alben in den USA (1977)
Dies ist eine Liste der Nummer-eins-Alben in den von Billboard ermittelten Verkaufscharts für R&B-Alben in den USA im Jahr 1977. In diesem Jahr gab es fünfzehn Nummer-eins-Alben.
| ← 1976 ← | Liste der Nummer-eins-R&B-Alben in den USA | Liste der Nummer-eins-R&B-Alben in den USA | Liste der Nummer-eins-R&B-Alben in den USA | 1978 →                    |
| \| Zeitraum \| Wo. ges. \| Interpret \| Titel \| Zusätzliche Informationen \| \| (Zeitraum, Wochen auf Platz eins, Interpret, Titel, zusätzliche Informationen) \| \| \| \| \| \| ------------------------------------------------------------------------------ \| -------- \| ---------------------- \| ------------------------------------------ \| ------------------------- \| \| 1. Januar 1977 – 7. Januar 1977 1 Woche (insgesamt 12) \| 12 \| Stevie Wonder \| Songs in the Key of Life[1] \| - \| \| 8. Januar 1977 – 14. Januar 1977 1 Woche (insgesamt 1) \| 1 \| Brick \| Good High[2] \| - \| \| 15. Januar 1977 – 11. März 1977 8 Wochen (insgesamt 20) \| 20 \| Stevie Wonder \| Songs in the Key of Life \| - \| \| 12. März 1977 – 1. April 1977 3 Wochen (insgesamt 3) \| 3 \| Rufus feat. Chaka Khan \| Ask Rufus[3] \| - \| \| 2. April 1977 – 22. April 1977 3 Wochen (insgesamt 3) \| 3 \| Natalie Cole \| Unpredictable[4] \| - \| \| 23. April 1977 – 29. April 1977 1 Woche (insgesamt 1) \| 1 \| Bootsy’s Rubber Band \| Ahh… The Name Is Bootsy, Baby![5] \| - \| \| 30. April 1977 – 13. Mai 1977 2 Wochen (insgesamt 2) \| 2 \| Marvin Gaye \| Live at the London Palladium[6] \| - \| \| 14. Mai 1977 – 20. Mai 1977 1 Woche (insgesamt 1) \| 1 \| The Isley Brothers \| Go for Your Guns[7] \| - \| \| 21. Mai 1977 – 24. Juni 1977 5 Wochen (insgesamt 5) \| 5 \| The Commodores \| Commodores[8] \| - \| \| 25. Juni 1977 – 1. Juli 1977 1 Woche (insgesamt 2) \| 2 \| The Isley Brothers \| Go for Your Guns \| - \| \| 2. Juli 1977 – 22. Juli 1977 3 Wochen (insgesamt 8) \| 8 \| The Commodores \| Commodores \| - \| \| 23. Juli 1977 – 5. August 1977 2 Wochen (insgesamt 2) \| 2 \| The Emotions \| Rejoice[9] \| - \| \| 6. August 1977 – 16. September 1977 6 Wochen (insgesamt 6) \| 6 \| The Floaters \| Floaters[10] \| - \| \| 17. September 1977 – 30. September 1977 2 Wochen (insgesamt 4) \| 4 \| The Emotions \| Rejoice \| - \| \| 1. Oktober 1977 – 7. Oktober 1977 1 Woche (insgesamt 1) \| 1 \| Rose Royce \| Rose Royce II: In Full Bloom[11] \| - \| \| 8. Oktober 1977 – 21. Oktober 1977 2 Wochen (insgesamt 1) \| 1 \| L.T.D. \| Something to Love[12] \| - \| \| 22. Oktober 1977 – 11. November 1977 3 Wochen (insgesamt 3) \| 3 \| Barry White \| Barry White Sings for Someone You Love[13] \| - \| \| 12. November 1977 – 25. November 1977 2 Wochen (insgesamt 2) \| 2 \| Brick \| Brick[14] \| - \| \| 26. November 1977 – 2. Dezember 1977 1 Woche (insgesamt 4) \| 4 \| Barry White \| Barry White Sings for Someone You Love \| - \| \| 3. Dezember 1977 – 16. Dezember 1977 2 Wochen (insgesamt 3) \| 3 \| Rose Royce \| Rose Royce II: In Full Bloom \| - \| \| 17. Dezember 1977 – 30. Dezember 1977 2 Wochen (insgesamt 2) \| 2 \| Earth, Wind and Fire \| All ’n All[15] \| - \| |                                            |                                            |                                            |                           |
| ← 1976 |                                            |                                            |                                            | → 1978 →                  |
| Zeitraum | Wo. ges.                                   | Interpret                                  | Titel                                      | Zusätzliche Informationen |
| (Zeitraum, Wochen auf Platz eins, Interpret, Titel, zusätzliche Informationen) |                                            |                                            |                                            |                           |
| 1. Januar 1977 – 7. Januar 1977 1 Woche (insgesamt 12) | 12                                         | Stevie Wonder                              | Songs in the Key of Life                   | -                         |
| 8. Januar 1977 – 14. Januar 1977 1 Woche (insgesamt 1) | 1                                          | Brick                                      | Good High                                  | -                         |
| 15. Januar 1977 – 11. März 1977 8 Wochen (insgesamt 20) | 20                                         | Stevie Wonder                              | Songs in the Key of Life                   | -                         |
| 12. März 1977 – 1. April 1977 3 Wochen (insgesamt 3) | 3                                          | Rufus feat. Chaka Khan                     | Ask Rufus                                  | -                         |
| 2. April 1977 – 22. April 1977 3 Wochen (insgesamt 3) | 3                                          | Natalie Cole                               | Unpredictable                              | -                         |
| 23. April 1977 – 29. April 1977 1 Woche (insgesamt 1) | 1                                          | Bootsy’s Rubber Band                       | Ahh… The Name Is Bootsy, Baby!             | -                         |
| 30. April 1977 – 13. Mai 1977 2 Wochen (insgesamt 2) | 2                                          | Marvin Gaye                                | Live at the London Palladium               | -                         |
| 14. Mai 1977 – 20. Mai 1977 1 Woche (insgesamt 1) | 1                                          | The Isley Brothers                         | Go for Your Guns                           | -                         |
| 21. Mai 1977 – 24. Juni 1977 5 Wochen (insgesamt 5) | 5                                          | The Commodores                             | Commodores                                 | -                         |
| 25. Juni 1977 – 1. Juli 1977 1 Woche (insgesamt 2) | 2                                          | The Isley Brothers                         | Go for Your Guns                           | -                         |
| 2. Juli 1977 – 22. Juli 1977 3 Wochen (insgesamt 8) | 8                                          | The Commodores                             | Commodores                                 | -                         |
| 23. Juli 1977 – 5. August 1977 2 Wochen (insgesamt 2) | 2                                          | The Emotions                               | Rejoice                                    | -                         |
| 6. August 1977 – 16. September 1977 6 Wochen (insgesamt 6) | 6                                          | The Floaters                               | Floaters                                   | -                         |
| 17. September 1977 – 30. September 1977 2 Wochen (insgesamt 4) | 4                                          | The Emotions                               | Rejoice                                    | -                         |
| 1. Oktober 1977 – 7. Oktober 1977 1 Woche (insgesamt 1) | 1                                          | Rose Royce                                 | Rose Royce II: In Full Bloom               | -                         |
| 8. Oktober 1977 – 21. Oktober 1977 2 Wochen (insgesamt 1) | 1                                          | L.T.D.                                     | Something to Love                          | -                         |
| 22. Oktober 1977 – 11. November 1977 3 Wochen (insgesamt 3) | 3                                          | Barry White                                | Barry White Sings for Someone You Love     | -                         |
| 12. November 1977 – 25. November 1977 2 Wochen (insgesamt 2) | 2                                          | Brick                                      | Brick                                      | -                         |
| 26. November 1977 – 2. Dezember 1977 1 Woche (insgesamt 4) | 4                                          | Barry White                                | Barry White Sings for Someone You Love     | -                         |
| 3. Dezember 1977 – 16. Dezember 1977 2 Wochen (insgesamt 3) | 3                                          | Rose Royce                                 | Rose Royce II: In Full Bloom               | -                         |
| 17. Dezember 1977 – 30. Dezember 1977 2 Wochen (insgesamt 2) | 2                                          | Earth, Wind and Fire                       | All ’n All                                 | -                         |